# توماس فوغل
توماس فوغل (بالألمانية: Thomas Vogel)‏ (28 يونيو 1965 في ألمانيا - ) هو مدرب كرة قدم ولاعب كرة قدم ألماني في مركز الهجوم. لعب مع كارل زايس يينا ونادي كايزرسلاوترن وFC Rot-Weiß Erfurt ‏ وتنس بوروسيا برلين و.

## وصلات خارجية
- توماس فوغل على موقع قاعدة بيانات كرة القدم.إي يو (الإنجليزية)
- توماس فوغل على موقع بيانات كرة القدم. دي إي (الألمانية)
- توماس فوغل على موقع عالم كرة القدم.نت (الإنجليزية)